# Гвда
Гвда (пол. Gwda) — річка в Польщі, притока річки Нотець. 
Довжина 145 км, починається з озера Студніца (пол. Studnica), що на північний схід від Щецинека. Річка протікає через багато озер, проходить через місто Піла. 
Вода у Гвді була одна з найчистіших у Польщі до 1975 року. Однак, з тих пір почала погіршуватися через насосні необроблені стічні води, хімікати і масла, що стікали з підприємств. 